# Kaunistonsaari
Kaunistonsaari är en halvö i Finland. Den ligger i sjön Kasilanjärvi och i kommunen Mänttä-Filpula i den ekonomiska regionen  Övre Birkalands ekonomiska region  och landskapet Birkaland, i den södra delen av landet, 210 km norr om huvudstaden Helsingfors.